# Престон (Џорџија)
Престон (Џорџија) (енгл. Preston) град је у америчкој савезној држави Џорџија. По попису становништва из 2010. у њему је живело . становника.

## Демографија
Према попису становништва из 2000. у граду је живело 453 становника.
| Група             | 2000.       | 2010.  |
| Белци             | 306 (67,5%) | . (.%) |
| Афроамериканци    | 128 (28,3%) | . (.%) |
| Азијати           | 0 (0,0%)    | . (.%) |
| Хиспаноамериканци | 17 (3,8%)   | . (.%) |
| Укупно            | 453         | .      |